# Jean IX d'Alexandrie (Copte)
Jean IX d'Alexandrie est un  patriarche copte d'Alexandrie du 28 septembre 1320 au 18 mars 1327.